# Glen Housman
Pour les articles homonymes, voir Housman.
Glen Clifford Housman (né le 3 septembre 1971) est un nageur australien de nage libre de fond des années 1980 et 1990, ayant remporté la médaille d'argent au 1 500 mètres nage libre aux Jeux olympiques d'été de 1992. Sa carrière a été éclipsée par celle de son compatriote australien Kieren Perkins et a également été marquée par la maladie.

## Carrière
Housman entre sur la scène internationale après avoir remporté les épreuves de nage libre de 400, 800 et 1 500 mètres aux championnats d'Australie de 1989, obtenant une sélection pour les championnats pan-pacifiques de Tokyo, où il remporte l'or dans l'épreuve de 1 500 mètres. Il continue à s'améliorer, battant le record du monde du 1 500 mètres à Adélaïde lors des sélections australiennes pour les Jeux du Commonwealth de 1990 à Auckland. Cependant, ce record est annulé car l'équipement de chronométrage électronique est tombé en panne au moment où il touche le mur d'arrivée, même s'il est clairement en avance sur le record du monde au moment où il le touche. Housman remporte ensuite respectivement une médaille d'or et une médaille d'argent dans les épreuves de 1 500 et 400 mètres nage libre à Auckland.
En 1991, Housman est frappé par la maladie et est contraint de rester sur la touche tandis que Perkins bat le record du monde du 1 500 mètres nage libre. Il revient aux Jeux olympiques d'été de 1992, où, malgré une belle course, il est complètement éclipsé par Perkins qui a tout balayé sur son passage. Housman est à nouveau absent en 1993 pour cause de maladie, et retourne à la piscine pour les Jeux du Commonwealth de 1994, où il termine troisième du 1 500 mètres nage libre, derrière Perkins et Daniel Kowalski. Il remporte également l’or au relais 4×200 mètres nage libre.
La dernière campagne internationale de Housman aux Jeux olympiques d'été de 1996 est une déception. Il rate la sélection pour le 1 500 mètres derrière Perkins et Kowalski, et est relégué au rôle de nageur de séries pour l'équipe de relais nage libre 4 × 200 mètres, qui a ensuite terminé quatrième.

## Récompenses
- 1990 – Nageur australien de l’année

## Vie personnelle
Housman épouse Jodie Clatworthy (en), une nageuse australienne ayant participé aux Jeux olympiques de 1988.